# Gertrud Elisabeth Mara
Gertrud Elisabeth Mara (23 de febrero de 1749 - 20 de enero de 1833) fue una famosa soprano alemana de la época del barroco. Nacida Gertrud Elisabeth Schmeling, en su momento fue conocida simplemente como Mara, apellido de su marido. Fue una de las primeras cantantes no italianas en gozar de gran éxito.

## Orígenes
Nació en Kassel, Alemania el 23 de febrero de 1749 en el seno de una familia de músicos de escasos recursos. Pudo encontrarse desde pequeña con la música y ya a una corta edad era reconocida como una niña prodigio. Su madre falleció pocos meses después de su nacimiento y se dice que su padre solía atarla a una silla mientras trabajaba en su taller arreglando instrumentos. Fue muy delicada de salud en sus años de niñez, según muchos debido a la inmovilización a la que fue sometida por parte de su padre.
Siendo aun muy pequeña comenzó a tocar los instrumentos que su padre arreglaba y con tan solo unas pocas clases la niña fue capaz de tocar el violín a dúo de manera fluida.
Con 8 años de edad se presentó en una feria en Fráncfort del Meno, acompañada por su padre causando gran impacto. Le ofrecieron una beca y pudo viajar a Viena con su padre para recibir entrenamiento formal.
Padre e hija partieron a Viena en 1759 para dar conciertos. En ese momento el embajador británico aconsejó a su padre para llevarla a Londres a recibir formación musical formal. Con la ayuda del embajador, algunos amigos influyentes y de la misma reina la joven Gertrud fue llevada a Londres en donde sin embargo fue convencida de dejar el violín, un instrumento que en la época era considerado muy masculino y dedicarse al canto.
En la capital londinense recibió entrenamiento vocal con el maestro Paradisi. Luego de su estadía en Inglaterra volvió a Dresde en donde le fue imposible conseguir un contrato en la corte pues el rey Federico II sólo oía a cantantes italianos.

## Debut
Acogida por Johann Adam Hiller en su academia en Leipzig permaneció bajo su protección y educación por 5 años. Se presentó en 1766 en los conciertos organizados en Leipzig por Hiller como miembro de la opera de Dresde. Pasó luego a Berlín donde en 1771 le fue ofrecido un contrato vitalicio en la ópera de la corte, a pesar del disgusto de Federico II por los cantantes alemanes. 
En este periodo conoció al chelista Johann Baptist Mara y decidió casarse con él a pesar de los consejos de sus amistades. El rey Federico II se opuso firmemente al matrimonio y negó su consentimiento dos veces. 
La reacción del Rey le produjo un sinfín de problemas a la cantante y le rogó repetidamente para que cancelara el contrato que la unía a la corte. En este periodo el rey trató a Gertrud como una verdadera esclava en la corte, la hacía llamar a horas inauditas para que le cantara y la obligaba aceptar papeles en el teatro que la cantante aborrecía.
Después de 7 años en la corte de Dresde la cantante pudo ser liberada del contrato sin ningún tipo de indemnización tras la pérdida del interés musical del Rey que por aquella época se vio imposibilitado de tocar la flauta debido a la pérdida de sus dientes delanteros.

## Éxito en Europa

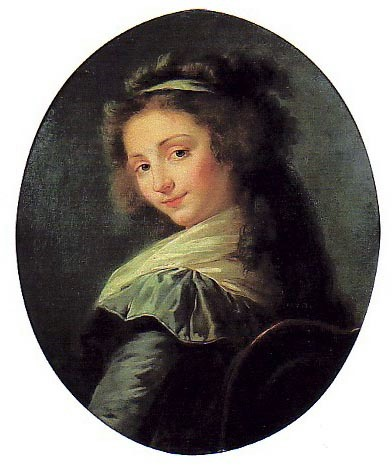
Gertrud Elisabeth Mara de Marie-Louise-Élisabeth Vigée-Lebrun.

En 1780 apareció en Viena al lado de Ann Storace, otra genio de su tiempo. El público la recibió de manera fría y Mara prefirió partir antes del enfrentamiento. Con una carta de la Emperatriz a María Antonieta pasó por Alemania, Bélgica y Holanda con gran éxito.
En Múnich la oyó Mozart pero no fue de su agrado. En una carta escribió el 13 de noviembre de 1780: “Mara no tuvo la buena fortuna de gustarme. Hace muy poco para ser comparada con una Bastardella (aunque es este su estilo peculiar), y mucho como para tocar el corazón como una Aloysa Weber o cualquier cantante prudente”.
En marzo de 1781 apareció nuevamente en Viena y al año siguiente hizo su debut en París en donde fue notorio su enfrentamiento con Luiza Todi que dividió a públicos y críticos en dos facciones notoriamente marcadas.

## Éxito en Londres
El verdadero éxito le llegó en Londres en la primavera de 1784. Apareció primero ante públicos reducidos y alcanzó su consagración actuando en la abadía de Westminster en la conmemoración de Handel ante 3000 personas. Se presentaría consecutivamente en este evento hasta 1787. En el teatro fue aclamada su presentación en “Didone Abbandonata”.
En 1787 apareció como Cleopatra en una nueva producción conmemorativa de Giulio Cesare de Handel con un éxito tal que la ópera siguió siendo representada durante todo el año y las temporadas subsiguientes. 
Después de 1791 canto ocasionalmente en el escenario y centró su actividad en conciertos y recitales. 
En este periodo estableció su residencia en Londres lo que no le impidió seguir presentándose en el continente, así apareció en Turín en 1787 y Venecia en 1788 y 1791.
Se presentó en Londres hasta 1802. Cerca de 1000 personas la ovacionaron en su concierto de despedida. 

## En Rusia
Contratada como maestra de canto en la capital rusa, Mara partió hacia Moscú en 1802. En aquella ciudad adquirió gran número de bienes y fortuna gracias a la fama que la precedía. En 1812 sin embargo perdió todos sus bienes tras el incendio de la ciudad.
Partió entonces hacia Reval en los Países Bálticos donde fue recibida con gran entusiasmo. Subsistiendo gracias a las clases de canto que impartía.

## Regreso a Londres
En 1819 Mara tuvo la extraña idea de volver a los escenarios que la vieran triunfar hacia más de 20 años. Viajó a Londres en donde se la anunciaba en los periódicos como “Una muy celebrada cantante de quien no tenemos la libertad de mencionar”. Apareció en el King’s Theatre con 70 años de edad y cuando se descubrió que no quedaba ningún rastro de su voz, la cantante no volvió a aparecer y partió nuevamente hacia Reval.
Sus últimos años de vida estuvieron marcados por las penurias económicas. Falleció en la más absoluta miseria en Reval el 20 de enero de 1833 con 84 años de edad. Algunos años antes Goethe le había dedicado un poema suyo llamado "Sangreich war dein Ehrenweg" fechado en Weimar en 1831.

## Su voz y figura
La voz de Mara era excepcional por la extensión, belleza, agilidad y el estilo con que sabía usar su instrumento. Su registro partía en el Do central y se extendía sin problemas hasta el Mi sobreagudo. Poseía además una gran inteligencia musical fruto de sus arduos estudios en Londres y Leipzig. Era excepcionalmente exitosa en las arias lentas y expresivas en las que la belleza del timbre se lucía en toda sus posibilidades.
Sus dotes como actriz fueron más bien modestos y fue por eso que su actividad se centró más que nada en oratorios, recitales y conciertos.
Se la reconoce unánimemente como la primera gran cantante alemana en alcanzar fama.
- Datos: Q64558
- Multimedia: Elisabeth Mara / Q64558